# Bogdan Bogdanović (Basketballspieler)
Bogdan Bogdanović (serbisch-kyrillisch Богдан Богдановић; * 18. August 1992 in Belgrad) ist ein serbischer Basketballspieler. Er spielte von 2014 bis 2017 in der Türkei bei Fenerbahçe Ülker, mit denen er 2017 die EuroLeague gewann. Anschließend wechselte der Nationalspieler in die NBA und spielte bei den Sacramento Kings. Im Anschluss an seine Debütsaison in der NBA (2017/18) wurde Bogdanović ins All-Rookie Second Team gewählt. Seit dem Jahr 2025 spielt er bei den Los Angeles Clippers.

## Karriere
Bogdanović wechselte in seiner Jugend 2008 vom KK Zvezdara zum KK Žitko, mit deren Juniorenmannschaft er 2010 den Lokalrivalen KK Partizan, dessen Herrenmannschaft damals die nationale Meisterschaft dominierte, im Viertelfinale der serbischen Meisterschaft besiegte. Nach dem am Ende dritten Platz spielte Bogdanović für eine Belgrader Auswahl im Trikot von KK FMP Železnik beim Next Generation Tournament der EuroLeague, bei dem die Mannschaft als Titelverteidiger nach der Finalniederlage gegen de Heimmannschaft INSEP in Paris den zweiten Platz belegte.
Mit der serbischen Jugendnationalmannschaft als Titelverteidiger verlor er bei der U18-Europameisterschafts-Endrunde 2010 das Halbfinale nach einer deutlichen Führung im Schlussviertel gegen den Gastgeber und späteren Titelgewinner Litauen mit einem Punkt Unterschied. Nachdem man eine Medaille nach der deutlichen Niederlage im Spiel um den dritten Platz gegen Lettland hergeschenkt hatte, zog man ein Jahr später bei der U19-Weltmeisterschaft in Lettland bis ins Finale ein, in dem man diesmal dem U18-Europameister und neuen Junioren-Weltmeister Litauen um MVP Jonas Valančiūnas diesmal deutlich unterlag.
Zu dieser Zeit spielte Bogdanović bereits bei Partizan, nachdem er 2010 nach der U18-EM-Endrunde zum Serienmeister der Herren gewechselt war. Nachdem Partizan im höchstrangigen europäischen Vereinswettbewerb EuroLeague 2010/11 nach nur einem Sieg in sechs Spielen der Zwischenrunde ausgeschieden war, konnte die Mannschaft am Saisonende das Triple aus nationaler Meisterschaft und Pokalwettbewerb sowie supranationaler Adriatischen Basketballliga (ABA-Liga) verteidigen.
In der folgenden Saison 2011/12 holte sich jedoch Gastmannschaft Maccabi Tel Aviv den Titel der „Adria-Liga“, als Partizan bereits im Halbfinale am sechsten Titel in Folge gescheitert war. Nachdem man in der EuroLeague 2011/12 bereits nach der Vorrunde gescheitert war, reichte es national noch einmal zum Double.
Mit der Juniorenauswahl verpasste Bogdanović bei der U20-EM-Endrunde 2012 erneut eine Medaille, als man ohne Niederlage ins Halbfinale einzog, aber erneut Litauen, diesmal ohne Valančiūnas, und auch Spanien mit einem Punkt Unterschied im Spiel um den dritten Platz unterlag. Eine weiter stark verjüngte Mannschaft von Partizan verlor unter Trainer-Rückkehrer Duško Vujošević das entscheidende letzte Gruppenspiel um den Einzug in die Zwischenrunde der EuroLeague 2012/13 erst nach Verlängerung gegen den deutschen Meister Brose Baskets. In der ABA-Liga 2012/13 ohne Titelträger Maccabi konnte sich Partizan als Hauptrundenvierter beim Final-Four-Turnier den Titel zurückholen und gewann auch die Finalserie der Meisterschaft gegen den Lokalrivalen KK Roter Stern Belgrad. Nach der Niederlage im Pokalfinale gegen den gleichen Gegner, bei der Partizan den sechsten Double-Erfolg in Serie verpasste, deutete sich jedoch an, dass mit Roter Stern dem Serienmeister auch auf nationaler Ebene wieder ein ernsthafter Konkurrent erwachsen war.
Bei der EM-Endrunde 2013 gehörte Bogdanović nunmehr auch einem Endrundenkader der Herren-Nationalmannschaft an, mit der er den Gruppensieg in der Zwischenrunde erreichen konnte, als der gerade 21-Jährige in allen Zwischenrundenspielen zweistellig punkten konnte. Im Viertelfinale blieb Bogdanović jedoch blass und erziele nur zwei Punkte durch Freiwürfe, als man dem schwach ins Turnier gestarteten Titelverteidiger Spanien mit 30 Punkten Unterschied deutlich unterlag. In den Platzierungsspielen rettete die serbische Auswahl den siebten Platz, der der letzte europäische Startplatz bei der WM-Endrunde im folgenden Jahr war, nachdem WM-Gastgeber Spanien die Bronzemedaille gewann.
In der EuroLeague 2013/14 reichte es diesmal wieder knapp zur Qualifikation für die Zwischenrunde der 16 besten Mannschaften. In dieser zweiten Gruppenphase erzielte Partizan in den auf acht Teilnehmer erweiterten Gruppen noch vier Siege in 14 Spielen, darunter ein Heimsieg gegen den deutschen Vertreter FC Bayern München. Nachdem Mannschaftskapitän Dragan Milosavljević nach Knieverletzung die komplette zweite Saisonhälfte ausgefallen war, konnte sich Bogdanović jedoch besonders auszeichnen und erhielt auch die „Rising Star Trophy“ der EuroLeague für den besten Nachwuchsspieler.
In der supranationalen ABA-Liga 2013/14 musste Partizan den zurückeroberten Titel aus dem Vorjahr nach der Halbfinalniederlage gegen den neuen Titelgewinner KK Cibona Zagreb wieder abgeben. In der nationalen Meisterschafts-Finalserie reichte es gegen den neuerlichen Pokalsieger und Erzrivalen Roter Stern dank eines furios aufspielenden Bogdanović, der mehr als 30 Punkte pro Spiel in der Finalserie erzielte und als Most Valuable Player ausgezeichnet wurde, zur 13. Titelverteidigung in Serie. Nach der verpassten ABA-Liga-Finalteilnahme durfte Partizan jedoch im Unterschied zu Roter Stern an der folgenden EuroLeague 2014/15 nicht mehr teilnehmen.
Bogdanović wurde im Draft der am höchsten dotierten Profiliga NBA von den Phoenix Suns an 27. Position bereits in der ersten Runde ausgewählt. Trotzdem einigte er sich mit dem türkischen Meister Fenerbahçe Ülker im Sommer 2014 auf einen Vierjahresvertrag, bei dem er unter der serbischen Trainerlegende Željko Obradović zusammen mit unter anderem Jan Veselý, bereits in der ersten Partizan-Saison sein Mannschaftskamerad, und zunächst auch Landsmann Nemanja Bjelica spielte.
Beim ersten Endrundenturnier des neuen Nationaltrainers Aleksandar Đorđević, wie Vereinstrainer Obradović ein früherer Point Guard von Partizan, erreichte Bogdanović mit der serbischen Auswahl bei der WM-Endrunde 2014 in Spanien das Finale, in dem man dem überlegenen Titelverteidiger Vereinigte Staaten, der kein Spiel mit weniger als 20 Punkten gewann, schließlich mit 92:129 unterlag. Nachdem Serbien mit nur zwei Siegen in fünf Vorrundenspielen ins Turnier gestartet war, war Bogdanović Topscorer im Achtelfinale mit 21 Punkten beim 90:72-Erfolg gegen die in der Vorrunde unbesiegten Griechen. In den Viertelfinal-Play-offs der EuroLeague 2014/15 konnte Fenerbahçe Titelverteidiger Maccabi Tel Aviv glatt in drei Spielen bezwingen, verlor jedoch beide Spiele beim Final Four und erreichte mit dem vierten Platz trotzdem die bislang beste Platzierung in diesem Wettbewerb. Bogdanović wurde zum zweiten Mal in Folge mit der Rising Star Trophy ausgezeichnet. Nachdem Fenerbahçe bereits das Pokalfinale gegen den Lokalrivalen Anadolu Efes SK verloren hatte, verlor man auch recht überraschend als Titelverteidiger die Play-off-Halbfinalserie der türkischen Meisterschaft gegen den späteren erstmaligen Titelgewinner Pınar Karşıyaka.
Bei der EM-Endrunde 2015 blieb Serbien bei der turnierinternen Vorrunde in Berlin unbesiegt, doch in den K.-o.-Runden in Lille verlor man schließlich das Halbfinale gegen Litauen und anschließend auch gegen Gastgeber Frankreich, so dass Bogdanović auch im Herren-Bereich den ihm wohl bekannten vierten Platz in einer EM-Endrunde erzielte. Die Olympischen Spiele 2016 in Rio schloss Serbien nach einer Finalniederlage gegen die USA als Silbermedaillengewinner ab.
Bei der Weltmeisterschaft 2019 erreichte Serbien den 5. Platz, Bogdanović erzielte im Turnier die meisten Punkte und wurde ins All-Tournament Team gewählt. Vier Jahre später führte Bogdanović sein Team ins Finale der Weltmeisterschaft 2023, wo die Serben gegen das Deutsche Nationalteam unterlagen. Bogdanović wurde erneut ins All-Tournament First Team gewählt.
Bei den Olympischen Spielen 2024 in Paris gewann der die Bronzemedaille.

## Karriere-Statistiken

### NBA

#### Reguläre Saison
| Saison  | Team       | GP  | GS  | MPG  | FG % | 3P % | FT % | RPG | APG | SPG | BPG | PPG  |
| ------- | ---------- | --- | --- | ---- | ---- | ---- | ---- | --- | --- | --- | --- | ---- |
| 2017–18 | Sacramento | 78  | 52  | 27.9 | .446 | .392 | .840 | 2.9 | 3.3 | 0.9 | 0.2 | 11.8 |
| 2018–19 | Sacramento | 70  | 17  | 27.8 | .418 | .360 | .827 | 3.5 | 3.8 | 1.0 | 0.2 | 14.1 |
| 2019–20 | Sacramento | 61  | 28  | 29.0 | .440 | .372 | .741 | 3.4 | 3.4 | 1.0 | 0.2 | 15.1 |
| 2020–21 | Atlanta    | 44  | 27  | 29.7 | .473 | .438 | .909 | 3.6 | 3.3 | 1.1 | 0.3 | 16.4 |
| 2021–22 | Atlanta    | 63  | 27  | 29.3 | .431 | .368 | .843 | 4.0 | 3.1 | 1.1 | 0.2 | 15.1 |
| 2022–23 | Atlanta    | 54  | 9   | 27.3 | .447 | .406 | .831 | 3.1 | 2.8 | 0.8 | 0.3 | 14.0 |
| 2023–24 | Atlanta    | 79  | 33  | 30.4 | .428 | .374 | .921 | 3.4 | 3.1 | 1.2 | 0.3 | 16.9 |
| Gesamt  | Gesamt     | 449 | 193 | 28.8 | .438 | .384 | .843 | 3.4 | 3.3 | 1.0 | 0.3 | 14.7 |

#### Play-offs
| Saison  | Team    | GP | GS | MPG  | FG % | 3P % | FT % | RPG | APG | SPG | BPG | PPG  |
| ------- | ------- | -- | -- | ---- | ---- | ---- | ---- | --- | --- | --- | --- | ---- |
| 2020–21 | Atlanta | 18 | 18 | 33.2 | .390 | .329 | .706 | 4.2 | 2.9 | 1.6 | 0.3 | 14.1 |
| 2021–22 | Atlanta | 4  | 0  | 26.8 | .408 | .346 | .800 | 4.8 | 3.0 | 0.3 | 0.3 | 14.3 |
| 2022–23 | Atlanta | 6  | 1  | 26.2 | .556 | .455 | .714 | 3.0 | 2.5 | 1.0 | 0.8 | 13.3 |
| Gesamt  | Gesamt  | 28 | 19 | 30.8 | .418 | .351 | .735 | 4.0 | 2.8 | 1.3 | 0.4 | 13.9 |